# قرون وسطایی (فیلم)
قرون وسطایی (به انگلیسی: Medieval) یک فیلم درام تاریخی انگلیسی زبان محصول سال ۲۰۲۲ سینمای جمهوری چک به کارگردانی و نویسندگی پتر یاکل است. این در مورد زندگی یان ژیژکا، یک فرمانده نظامی است که هرگز در یک نبرد هم شکست نخورده‌است. داستان فیلم قبل از جنگ‌های هوسی (۱۴۱۹–۱۴۳۴) است، زمانی که ژیژکا جوان بود. این داستان چگونگی تبدیل شدن ژیژکا به یک فرمانده نظامی مشهور را بیان می‌کند. این فیلم با بودجه ۲۰ میلیون دلاری، گران‌ترین فیلم چکی است که تاکنون ساخته شده‌است.
این فیلم اولین نمایش خود را در ۵ سپتامبر ۲۰۲۲ در تئاتر اسلاو انجام داد. و در ۸ سپتامبر ۲۰۲۲ در سینماها اکران شد.

## داستان
در اواخر قرن چهاردهم میلادی زمانی که ونزلاوس چهارم پادشاه بوهمیا همزمان با امپراتور روم حکومت می‌کرد، روایت شده‌است. ونزسلاوس پس از پدرش چارلز چهارم، تاج و تخت را به دست آورد اما سلطنت او چندان موفقیت‌آمیز نبود و پادشاهی تحت حکومت ضعیف او در حال فروپاشی بود تا اینکه…

## پاسخ انتقادی
در راتن تومیتوز این فیلم بر اساس ۱۹ نقد، با میانگین امتیاز ۵٫۱ از ۱۰، دارای ۴۲٪ تأیید شده‌است. در متاکریتیک بر اساس ۱۰ منتقد، میانگین وزنی امتیاز ۴۹ از ۱۰۰ را به این فیلم اختصاص داد که نشان‌دهنده «نقدهای مختلط یا متوسط» است.